# Múi giờ chung của ASEAN
Múi giờ chung ASEAN hay Giờ chuẩn ASEAN (tiếng Anh:ASEAN Common Time, viết tắt: ACT) là một ý tưởng của Hiệp hội các quốc gia Đông Nam Á (ASEAN) thông qua một giờ chuẩn là UTC+8 cho tất cả các nước thành viên. Một số doanh nghiệp tại các địa phương hoặc khu vực tiếp cận đã được thông qua việc sử dụng "giờ chuẩn ASEAN", và có thể được nhìn thấy bằng cách sử dụng chữ viết tắt ACT trong các Thông cáo báo chí, thông tin liên lạc, và các văn bản pháp luật. Ngoài ra còn bắt đầu có người dân các nước ASEAN đã bắt đầu bằng cách sử dụng ACT trong các trang web của họ và các blog. Giờ chuẩn ASEAN là UTC+8.
Hiện tại, có bốn múi giờ khác nhau được các nước ASEAN sử dụng, chẳng hạn như UTC+06:30 (Myanmar); UTC+07:00 (Campuchia, Lào, Thái Lan, Việt Nam và Tây Indonesia); UTC+08:00 (Singapore, Malaysia, Brunei, Philippines và miền Trung Indonesia); và UTC+09:00 (Đông Indonesia). Đề xuất sẽ bắt đầu UTC+08:00 là Giờ Trung tâm ASEAN, đặt Myanmar ở UTC+07:00 và rời khỏi khu vực Indonesia ít dân hơn tại UTC+09:00. Điều này sẽ dẫn đến phần lớn dân số và các khu vực xung quanh UTC+08:00 phù hợp với Trung Quốc, Hồng Kông, Ma Cao, Đài Loan và Tây Úc trong khi các đảo phía đông của Indonesia sẽ vẫn ở UTC+09:00 phù hợp với Nhật Bản, Hàn Quốc, Bắc Triều Tiên, Đông Timor và Palau.

## Danh sách
Những quốc gia thành viên hiện đang nằm trong múi giờ UTC+6:30, UTC+7, UTC+8 và UTC+9:
| Quan hệ ASEAN         | Quốc gia         | UTC bù đắp           | Từ viết tắt  | Bài viết |
| --------------------- | ---------------- | -------------------- | ------------ | --- |
| Thành viên chính thức | Myanmar          | +06:30               | MMT          | Một số chuyên gia cho rằng việc chuyển sang UTC+07:00, thay vì UTC+08:00, sẽ là một thay đổi tự nhiên hơn.                                                                            |
| Thành viên chính thức | Thái Lan         | +07:00               | ICT          | Đã cố gắng không thành công để chuyển sang UTC+08:00 vào năm 2001 bởi Thủ tướng Thaksin Shinawatra. Vấn đề này vẫn đang được thảo luận.                                               |
| Thành viên chính thức | Lào              | +07:00               | ICT          | - |
| Thành viên chính thức | Việt Nam         | +07:00               | ICT          | Từ ngày 13 tháng 6 năm 1975 sau khi thống nhất đất nước |
| Thành viên chính thức | Campuchia        | +07:00               | ICT          | - |
| Thành viên chính thức | Indonesia        | +07:00 +08:00 +09:00 | WIB WITA WIT | Một múi giờ quốc gia duy nhất là UTC+08:00 đã được đề xuất, tuy nhiên, không rõ khi nào hoặc liệu nó có thể được thực hiện hay không.                                                 |
| Thành viên chính thức | Singapore        | +08:00               | SST          | Tiếp nối Malaysia để chuyển sang UTC+08:00 vào ngày 1 tháng 1 năm 1982, ngoại trừ việc Nhật Bản chiếm đóng Singapore trong Chiến tranh thế giới thứ hai.                              |
| Thành viên chính thức | Malaysia         | +08:00               | MYT          | Bán đảo Malaysia chuyển từ UTC + 07:30 vào ngày 1 tháng 1 năm 1982, và Đông Malaysia sử dụng nó từ năm 1933, ngoại trừ sự chiếm đóng của Nhật Bản trong Chiến tranh thế giới thứ hai. |
| Thành viên chính thức | Brunei           | +08:00               | BNT          | - |
| Thành viên chính thức | Philippines      | +08:00               | PST          | - |
| Quan sát viên         | Đông Timor       | +09:00               | TLT          | - |
| Quan sát viên         | Papua New Guinea | +10:00               | PGT          | - |
| ASEAN+3               | Nhật Bản         | +09:00               | JST          | Xem Giờ tiêu chuẩn Nhật Bản |
| ASEAN+3               | Hàn Quốc         | +09:00               | KST          | Xem Giờ tiêu chuẩn Hàn Quốc, Giờ Bình Nhưỡng (PYT) |
| ASEAN+3               | Trung Quốc       | +08:00               | CST          | Xem Giờ ở Trung Quốc, Giờ Hồng Kông (HKT), Giờ Ma Cao (MST) |

## Câu nói
Abdullah Ahmad Badawi (Thủ tướng Malaysia 2003-2009): "...IN ORDER TO KEEP ASEAN WITH THE PEOPLE,... SOME POSSIBILITIES COME TO MIND, SUCH AS AN ASEAN COMMON TIME ZONE..."  Lưu trữ ngày 1 tháng 6 năm 2013 tại Wayback Machine.

## Những trang web dùng ACT
Công ty
- Asian media Development Group

Trang web
- Lineage II South-East Asia (L2-SEA) official site Lưu trữ ngày 28 tháng 12 năm 2008 tại Wayback Machine
- ASEAN - Asia's Perfect 10
- gameshogun.ws Blognet